# خوان پیریز
خوان پیریز (اسپانیایی: Juan Píriz‎; ۱۷ مهٔ ۱۹۰۲ – ۲۳ مارس ۱۹۴۶) بازیکن فوتبال اهل اروگوئه بود.
از باشگاه‌هایی که در آن بازی کرده‌است می‌توان به باشگاه ورزشی دفنسور، باشگاه فوتبال پنیارول و باشگاه فوتبال ناسیونال اروگوئه اشاره کرد.